# 570-talet

## Händelser
- 570 - Uppskattning: Ctesiphon, huvudstaden i Sassanidriket, blir världens största stad, och övertar ledningen från Konstantinopel, huvudstad i Bysantinska riket.[1]
- 578 - Kongō Gumi, länge världens äldsta ännu aktiva företag (578-2006), bildas i japanska Osaka.
- 579 - Langobarderna belägrar Rom.

## Födda
- Omkring 570 - Muhammed, islams profet.

## Avlidna
- 13 juli 574 – Johannes III, påve.
- 30 juli 579 – Benedictus I, påve.